# Barnstorf (Dolna Saksonia)
Barnstorf (dolnoniem. Baarnstrup) – miasto (niem. Flecken) w Niemczech, w kraju związkowym Dolna Saksonia, w powiecie Diepholz, siedziba gminy zbiorowej Barnstorf.